# Enrique Baliño
Enrique Baliño Pavón (ur. 20 czerwca 1928 w Montevideo, zm. 14 października 2018 tamże) – urugwajski koszykarz, brązowy medalista letnich igrzyskach olimpijskich w Helsinkach.
Enrique Baliño startował tylko na jednych igrzyskach olimpijskich – w Helsinkach, gdzie razem z reprezentacją zajął trzecie miejsce. Wystąpił w ośmiu meczach, zdobywając 72 punkty (zanotował 20 fauli). Był trzecim najskuteczniejszym koszykarzem z Urugwaju.
Baliño uczestniczył także w mistrzostwach świata w koszykówce w 1954 roku, gdzie razem z drużyną zajął 6. miejsce. Zagrawszy w 6 meczach, zdobył 18 punktów; faulował 16 razy.